# Zebica (gmina Kuršumlija)
Zebica (cyr. Зебица) – wieś w Serbii, w okręgu toplickim, w gminie Kuršumlija. W 2011 roku liczyła 24 mieszkańców.